# Edward Gourdin
Edward Orval „Ned” Gourdin (ur. 10 sierpnia 1897 w Jacksonville, zm. 21 lipca 1966 w Quincy) – amerykański lekkoatleta specjalizujący się w skoku w dal oraz wielobojach, uczestnik letnich igrzysk olimpijskich w Paryżu (1924), srebrny medalista olimpijski w skoku w dal.

## Sukcesy sportowe
- czterokrotny medalista mistrzostw Stanów Zjednoczonych w skoku w dal – złoty (1921), dwukrotnie srebrny (1922, 1924) oraz brązowy (1923)[1]
- dwukrotny mistrz Stanów Zjednoczonych w pięcioboju lekkoatletycznym – 1921, 1922[2]
- mistrz Intercollegiate Association of Amateur Athletes of America w skoku w dal – 1921[3]

| Rok  | Miasto | Zawody               | Konkurencja | Wynik         |
| ---- | ------ | -------------------- | ----------- | ------------- |
| 1924 | Paryż  | Igrzyska olimpijskie | skok w dal  | srebrny medal |

## Rekordy życiowe
- skok w dal – 7,69 – Cambridge 23/07/1921 (rekord świata do 07/07/1924)[4]